# Аджим
Аджим — село в Малмыжском районе Кировской области. Административный центр Аджимского сельского поселения.
В селе родился хирург, доктор медицинских наук, профессор Иван Владимирович Домрачев (1889—1960).

## Описание
Село известно с 1682 года. Расположено на возвышенном месте, на берегу небольшой реки Аджимки. Близ села в реку Аджимку впадает другая речка Кучка. До революции в Аджиме проводились три ярмарки. 7 апреля - Благовещенская, 28 июня - Тихоновская и 7 декабря в Егорьев день. Самой крупной была Тихоновская ярмарка, которая длилась три дня. В 1836 году население составляло 609 человек.
В Аджиме находится церковь Георгия Победоносца, построенная между 1830-1868 годами.

## Население
| 2010 |
| ---- |
| 475  |

## География
Расстояние до районного центра — 44 км. Высота над уровнем моря — 50 м. Село расположено на реке Аджимка.